# Kanstancin Kalcou
Kanstancin Jauhienawicz Kalcou (błr. Канстанцін Яўгенавіч Кальцоў, ros. Константин Евгеньевич Кольцов – Konstantin Jewgienjewicz Kolcow; ur. 17 kwietnia 1981 w Mińsku, zm. 18 marca 2024 w Miami) – białoruski hokeista, reprezentant Białorusi, dwukrotny olimpijczyk. Trener hokejowy.

## Kariera sportowa

### Kariera zawodnicza
- Junost' Mińsk (1998)
- Siewierstal Czerepowiec (1998-1999)
- Mietałłurg Nowokuźnieck (1999-2000)
- Ak Bars Kazań (2000-2001)
- Spartak Moskwa (2001-2002)
- Pittsburgh Penguins (2002)
- Wilkes-Barre/Scranton Penguins (2002-2004)
- Pittsburgh Penguins (2003-2004)
- Dynama Mińsk (2004)
- Spartak Moskwa (2004-2005)
- Pittsburgh Penguins (2005-2006)
  -  Wilkes-Barre/Scranton Penguins (2005-2006)
- Saławat Jułajew Ufa (2006-2012)
- Atłant Mytiszczi (2012-2014)
- Ak Bars Kazań (2014-2015)
- HK Soczi (2015)
- Dynama Mińsk (2015-2016)

Wychowanek Junosti Mińsk. W trakcie sezonu 1998/1999 przeniósł się do rosyjskiego Siewierstali Czerepowiec. Dzięki swojej szybkości i grze kijem zaczęto nazywać go "Russian Rocket II" (Rosyjska Rakieta II), ponieważ stylem gry przypominał Pawła Bure. Do NHL był draftowany w 1999 w 1 rundzie z 18 numerem przez Pittsburgh Penguins. W sezonie 2002/2003 zaliczył 2 występy w barwach Pingwinów, a resztę sezonu spędził w farmerskim klubie Wilkes-Barre/Scranton Penguins. W następnym sezonie grał regularnie w NHL, rozgrywając 82 spotkania w których strzelił 9 bramek i zaliczył 20 asyst. Podczas lokautu występował w Dynamie Mińsk i w Spartaku Moskwa. W następnym sezonie Kalcou grał w Wilkes-Barre i w Pittsburghu do stycznia, resztę meczów rozgrywając w NHL. Rozgrywki te zakończył z dorobkiem 3 goli i 6 asyst. Po sezonie Pingwiny postanowiły nie przedłużać kontraktu z Kalcouem i 26 czerwca 2006 Konstantin został wolnym agentem. W sierpniu postanowił wrócić do Rosji i podpisał kontrakt z Saławatem Jułajew Ufa. W sezonie 2007/2008 Saławat z Kalcouem w składzie pokonał w finale rozgrywek Łokomotiw Jarosław i zdobył pierwsze w historii mistrzostwo Rosji. Sukces ten powtórzył z baszkirską drużyną w edycji KHL (2010/2011). Po zakończeniu sezonu 2011/2012 klub rozwiązał z nim kontrakt. W czerwcu podpisał roczny kontrakt z Atłantem Mytiszczi. Jest kapitanem drużyny. W trakcie sezonu pobił rekord w liczbie meczów rozegranych w fazie play-off ligi rosyjskiej rozgrywając 182 spotkania (poprzednie osiągnięcie należało do Siergieja Żukowa). W połowie 2013 przedłużył kontrakt z Atłantem o dwa lata. Od grudnia 2014 zawodnik Ak Barsu Kazań. Od maja do sierpnia 2015 zawodnik HK Soczi. Od października 2015 ponownie zawodnik Dynama Mińsk. Od 2013 do 2016 był kapitanem drużyny. Odszedł z Dynama Mińsk po sezonie KHL (2015/2016). W listopadzie 2016 ogłosił zakończenie kariery.
Uczestniczył w turniejach mistrzostw świata w 1999, 2001, 2002, 2005, 2007, 2008, 2009, 2012, 2013, 2014 oraz zimowych igrzysk olimpijskich 2002 i 2010.
W trakcie kariery zyskał pseudonimy The Russian Rocket II (Rosyjska Rakieta II), The Speedy Express (Szybki Ekspres).

### Kariera trenerska
- Dynama Mińsk (2017-2018), trener w sztabie szkoleniowym
- HK Brześć (2018-2019), główny trener
- HK Dynama Mołodeczno (2020-2021), główny trener
- Spartak Moskwa (2021-2022), trener w sztabie
- Saławat Jułajew Ufa (2022-2024), trener w sztabie

Po zakończeniu kariery zawodniczej pozostał w klubie z Homla i został członkiem sztabu szkoleniowego. Od lipca 2017 był asystentem trenera w Dynamie Mińsk. Funkcję pełnił do listopada 2018. W tym samym miesiącu został głównym trenerem HK Brześć. W połowie 2019 odszedł ze stanowiska trenera Brześcia. W czerwcu 2020 został mianowany głównym trenerem zespołu Dynama Mołodeczno. Na początku października 2020 wobec izolowania szkoleniowca Craiga Woodcrofta w trakcie pandemii COVID-19, został p.o. głównego trenera Dynama Mińsk. W czerwcu 2021 wszedł do sztabu trenerskiego Spartaka Moskwa. Od lipca 2022 do marca 2024 trener w sztabie Saławatu Jułajew Ufa.

## Życie prywatne
Od 2021, aż do śmierci, był partnerem tenisistki Aryny Sabalenki. Zmarł w wieku 42 lat, 18 marca 2024 roku w Miami, gdzie do turnieju przygotowywała się Sabalenka. Policja jako wstępną przyczynę śmierci podała samobójstwo.

## Sukcesy sportowe
Reprezentacyjne
- Awans do elity mistrzostw świata: 2002

Klubowe
- Złoty medal mistrzostw Rosji: 2008, 2011 z Saławatem Jułajew Ufa
- Puchar Gagarina: 2011 z Saławatem Jułajew Ufa
- Srebrny medal mistrzostw Rosji: 2015 z Ak Barsem Kazań
- Finał KHL o Puchar Gagarina: 2015 z Ak Barsem Kazań

Indywidualne
- Mistrzostwa świata do lat 18 w hokeju na lodzie mężczyzn 1999#Grupa B: najlepszy napastnik turnieju[24]
- Mistrzostwa Świata w Hokeju na Lodzie 2013/Elita: jeden trzech najlepszych zawodników reprezentacji[25]

Wyróżnienie
- Zasłużony Mistrz Sportu Republiki Białorusi: 2002[26]

Rekord
- Liczba meczów w fazie play-off ligi rosyjskiej: 183 mecze